# Hypercompe amula
Hypercompe amula är en fjärilsart som beskrevs av Embrik Strand 1919. Hypercompe amula ingår i släktet Hypercompe och familjen björnspinnare. Inga underarter finns listade i Catalogue of Life.